# Autoverladung

Symbol der Richtlinien für die wegweisende Beschilderung außerhalb von Autobahnen für „Auto im Reisezug“

Unter einer Autoverladung oder einem Autoverlad (schweizerisch) versteht man den Transport fahrtauglicher und für den Verkehr zugelassener Kraftfahrzeuge mit einem anderen Fahrzeug.

## Autoverladung per Schiff

### Autoverladung per Hovercraft
Von 1968 bis 2000 existierte eine Autoverladung per Luftkissenfahrzeug zwischen Calais und Dover.

## Autoverladung per Zug
Es gibt Autoverladungen per Zug (vereinzelt auch Bahnverladung genannt), die regelmäßig im Pendelverkehr über vergleichsweise kurze Strecken verkehren und solche, für die in der Regel eine langzeitige Vorausbuchung nötig ist und die über längere Strecken operieren. Letztere werden Autoreisezüge genannt.
Regelmäßig verkehrende Autoverladungen per Bahn sind insbesondere in den Alpen vorhanden, um Kraftfahrzeuge durch Eisenbahntunnel zu transportieren und ihnen somit die beschwerliche Fahrt über eine Passstraße zu ersparen, allenfalls erst zu ermöglichen, wo parallele Straßen fehlen oder im Winter gesperrt sind. Sie sind auch im Unterschied zu Autoreisezugverbindungen in vielen Autoatlanten vermerkt. Im Flachland sind die Autoverladungen nach Sylt über den Hindenburgdamm und durch den Kanaltunnel die einzigen im Pendelverkehr permanent verkehrenden Autoverladungen. Die Fahrzeuge befahren die Autotransportwagen und die Fahrerin oder der Fahrer sowie die Mitreisenden bleiben im Fahrzeug, um eine zügige Entladung am Zielort zu gewährleisten. Für Fahrer von Motorrädern und Fahrrädern wird ein geschlossener Wagen mit Zweiradabteil mitgeführt.
Von der Autoverladung zu unterscheiden ist die Rollende Landstraße (Huckepackverkehr), bei der die Fahrer ebenfalls ihre Fahrzeuge begleiten, die aber nur dem Schwerverkehr offensteht.

### Autoverladung in Deutschland
Der Sylt Shuttle (Betreiber: DB Fernverkehr) sowie der Autozug Sylt (Betreiber: RDC Deutschland) transportieren Kraftfahrzeuge auf Eisenbahnwagen über den Hindenburgdamm zwischen Niebüll und Westerland auf Sylt.

### Autoverlad in der Schweiz

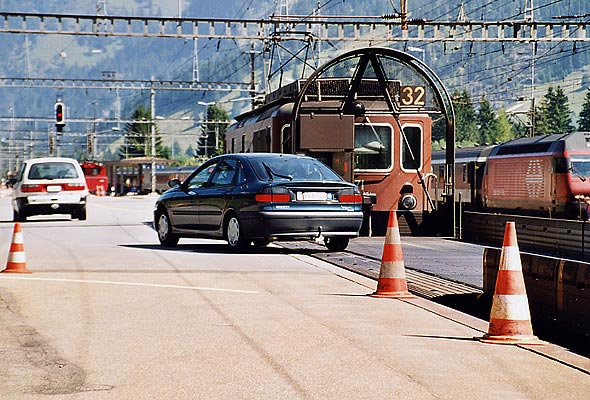
Autoverlad in Kandersteg

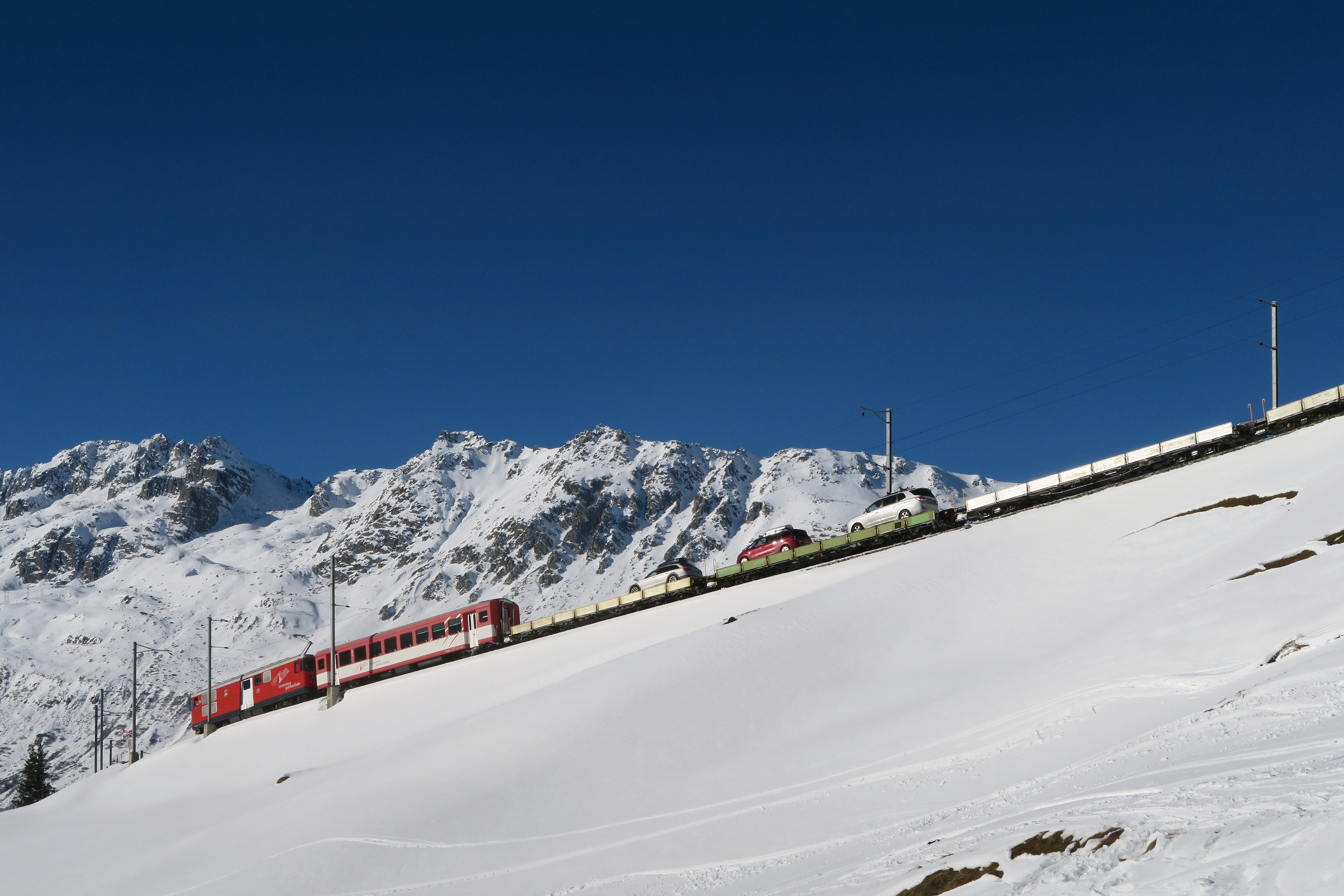
Autoverlad am Oberalppass im Winter

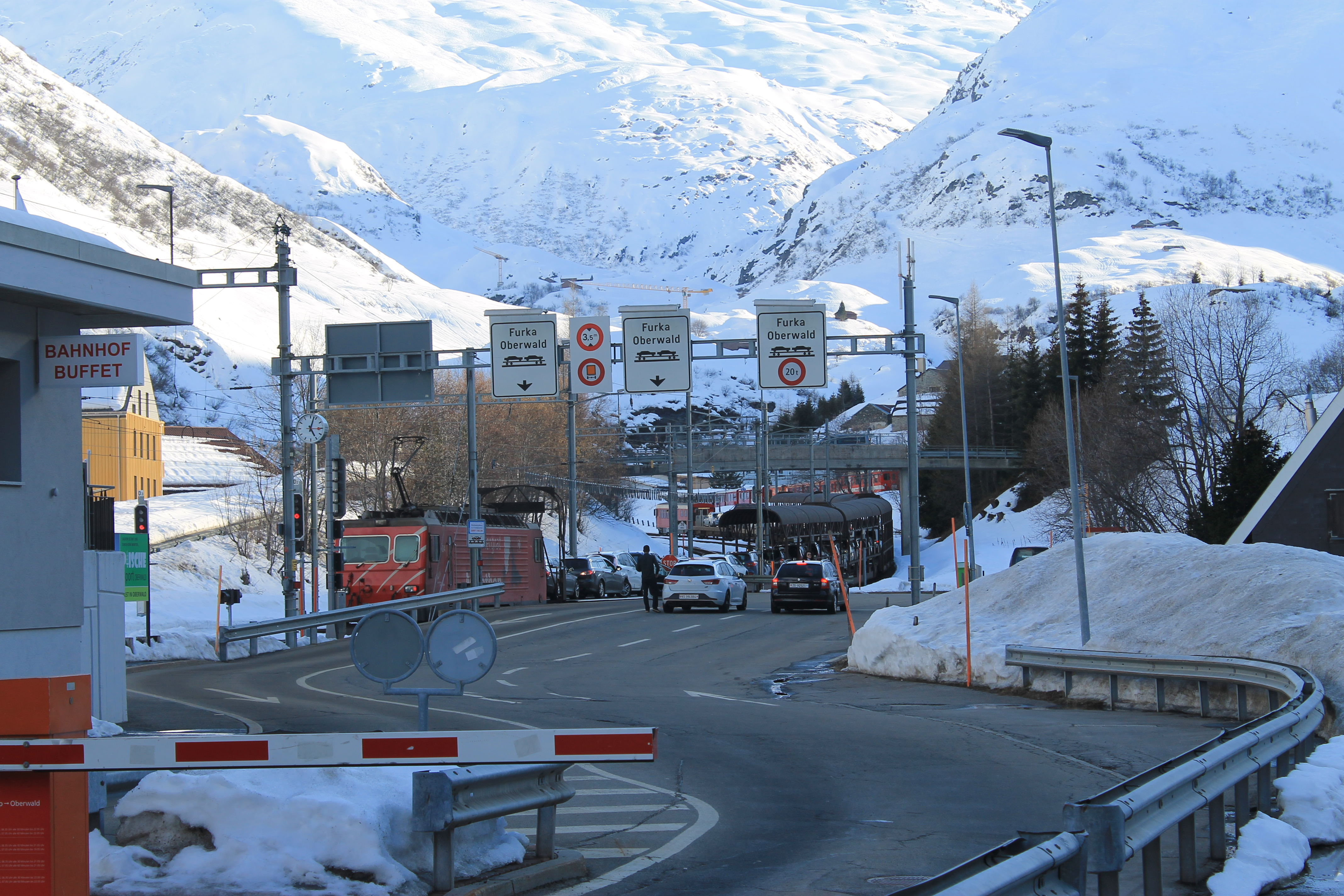
Autoverlad in Realp (Kanton Uri) in Richtung Wallis durch den Furka-Basistunnel

In der Schweiz versteht man unter Autoverlad normalerweise einen Transport per Zug (meist durch Tunnel). Als Besonderheit ist anzumerken, dass die Reise über den Oberalp mehr als eine Stunde dauerte und die Autotransportwagen keine Schutzdächer hatten, weshalb die Begleitpersonen im Personenwagen der Bahn reisten. Dasselbe galt für den 2011 eingestellten Autoverlad am Albula. Der Autoverlad zählt in der Schweiz zum Personenverkehr, währenddem der Huckepackverkehr (Transport von Lastwagen und Chauffeur) dem Güterverkehr zugerechnet wird.

#### Lötschberg – Simplon
(Normalspur)
- Autoverlad Lötschberg: Kandersteg (BE)–Goppenstein (VS) durch den Lötschbergtunnel, keine Strassenverbindung, betrieben durch die BLS, erste Autotransporte 1926, ab 1960 in reinen Autozügen[1]
- Autoverlad Simplon: Brig (VS)–Iselle (Italien) durch den Simplon, betrieben durch die SBB, 1992 nach Eröffnung der wintersicheren Passstrasse eingestellt. Nach einem Erdrutsch auf die Simplonstrasse wurden im Herbst 2000 vorübergehend sechs Zugpaare mit BLS-Rollmaterial geführt.[2] Schliesslich wurde vom Kanton Wallis ab 2004 in Kombination mit dem regionalen Personenverkehr erneut ein Autoverlad bestellt. Seit Dezember 2017 betreibt diesen die BLS als reinen Autoverlad.[3]
- Durchgehende Züge Kandersteg (BE)–Iselle (Italien): Lötschberg und Simplon (Angebot der BLS) bis 1992 und ab 2000 nur an aufkommenstarken Tagen (Ferienbeginn/-ende)[4]

#### Furka
(Meterspur)

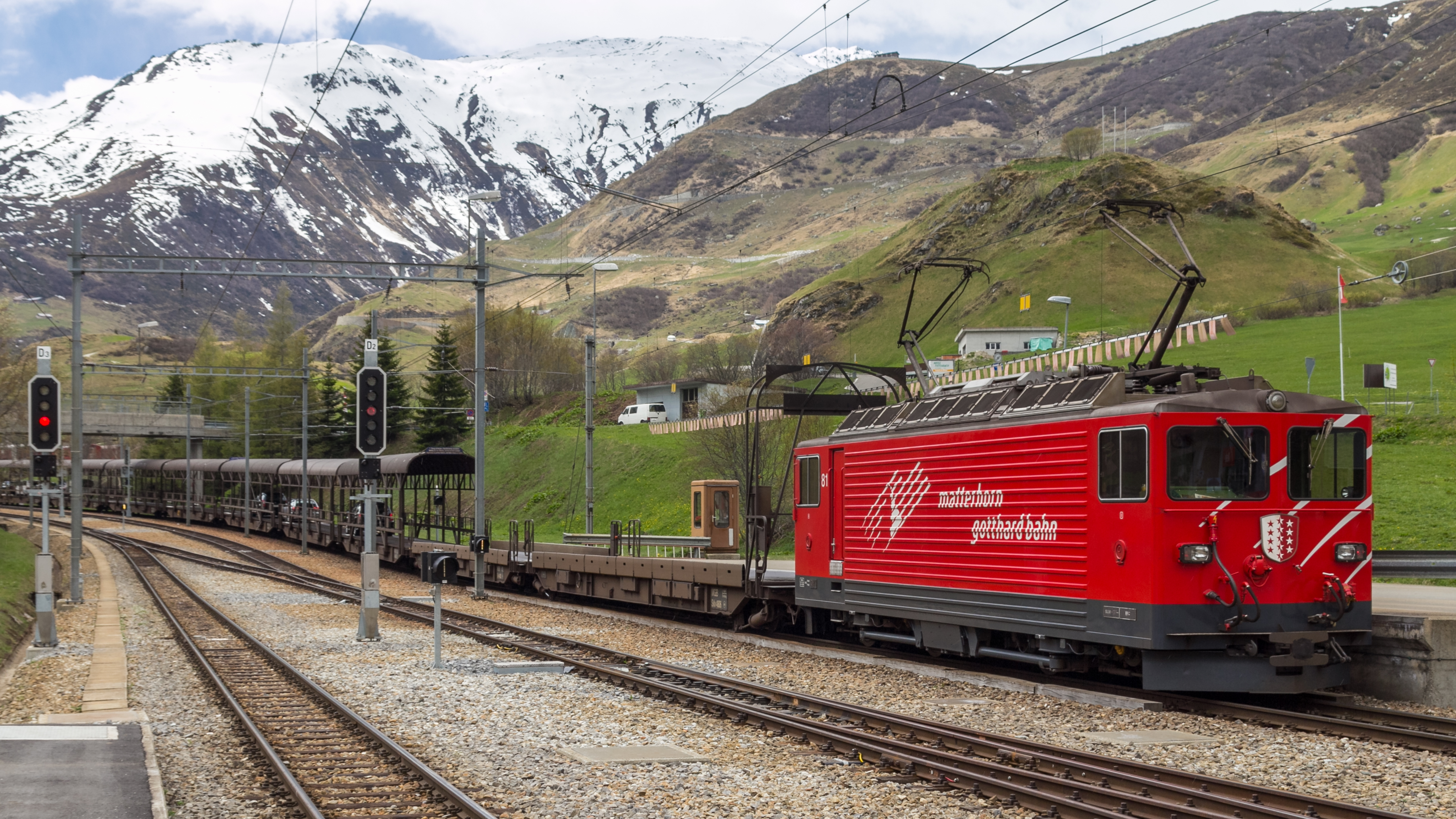
Autoverlad in Realp 2011

- Autoverlad Furka: Oberwald (VS)–Realp (UR) durch den 1982 eröffneten Furka-Basistunnel, betrieben durch die MGB

#### Vereina
(Meterspur)
- Autoverlad Vereina: Klosters Selfranga (GR)–Sagliains (GR) durch den 1999 eröffneten Vereinatunnel, anstelle der Fahrt über den Flüelapass, der seit Eröffnung des Autoverlads von Januar bis Mai gesperrt wird,[5] betrieben durch die RhB

#### Ehemalige Angebote

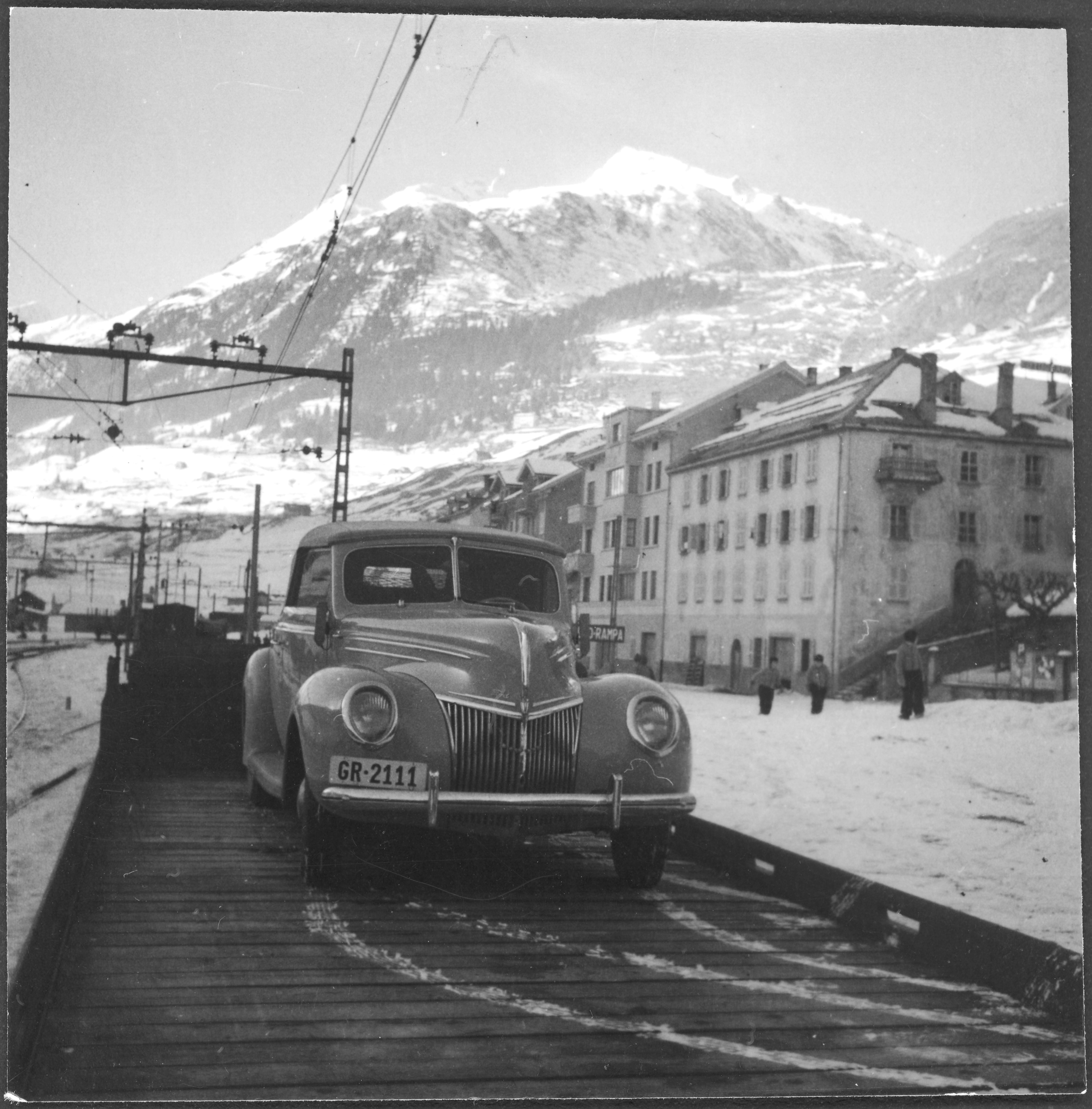
Verlad bei Airolo, Foto 1940 von Annemarie Schwarzenbach

##### Gotthard
(Normalspur)
Von 1924 bis zur Eröffnung des Gotthard-Strassentunnels 1980 bestand auch ein Autoverlad durch den Gotthard-Eisenbahntunnel zwischen Göschenen und Airolo. Dessen Kapazität war durch neue Verladeanlagen 1960 gesteigert worden. Nach der Brandkatastrophe vom 24. Oktober 2001 im Strassentunnel wurde dieser Autoverlad für einige Wochen wieder aufgenommen.

##### Lötschberg
(Normalspur)
Durchgehende Züge Lötschberg–Simplon von Kandersteg (BE) nur bis Brig (VS), betrieben durch die BLS, werden nicht mehr angeboten.

##### Oberalp
(Meterspur)
Autoverlad Oberalp: Andermatt (UR)–Sedrun (GR), die parallele Strasse ist im Winter gesperrt; erstmals angeboten im Winter 1982/83; Betrieb durch MGB. Die MGB teilte im Januar 2021 mit, dass der Verlad am Oberalp mit Ende der Wintersaison 2023 eingestellt wird, weil der Bund angesichts der geringen Beförderungszahlen (2100 Autos pro Jahr) die anstehenden Investitionen nicht finanzieren will. Die Nachfrage war seit der Winteröffnung des Lukmanierpasses stark zurückgegangen.

##### Albula
(Meterspur)
Ab 1968 bot die RhB einen Autoverlad auf der Albulabahn von Thusis (GR) nach Samedan (GR) an, als Alternative zur Strasse über den Julierpass. Nach Eröffnung der Vereinalinie ging die Nachfrage stark zurück und zum Ende der Wintersaison 2011 wurde der Verlad eingestellt.

##### Davos
(Meterspur)
Bis 1974 bot die RhB zwischen Davos Glaris und Wiesen einen bedarfsmässigen Autoverlad an, weil die 1874 eröffnete Staatsstrasse durch die Zügenschlucht oftmals wegen Lawinengefahr gesperrt war. Die auf den damals noch bedienten Stationen bereitstehenden Flachwagen wurden den Fahrplanzügen mitgegeben. Der 1974 eröffnete 2,7 km lange Landwassertunnel machte den Autoverlad überflüssig.

### Autoverladung in Österreich
- Tauernschleuse: Böckstein (Salzburg) – Mallnitz-Obervellach (Kärnten) an der Tauernbahn (ÖBB)

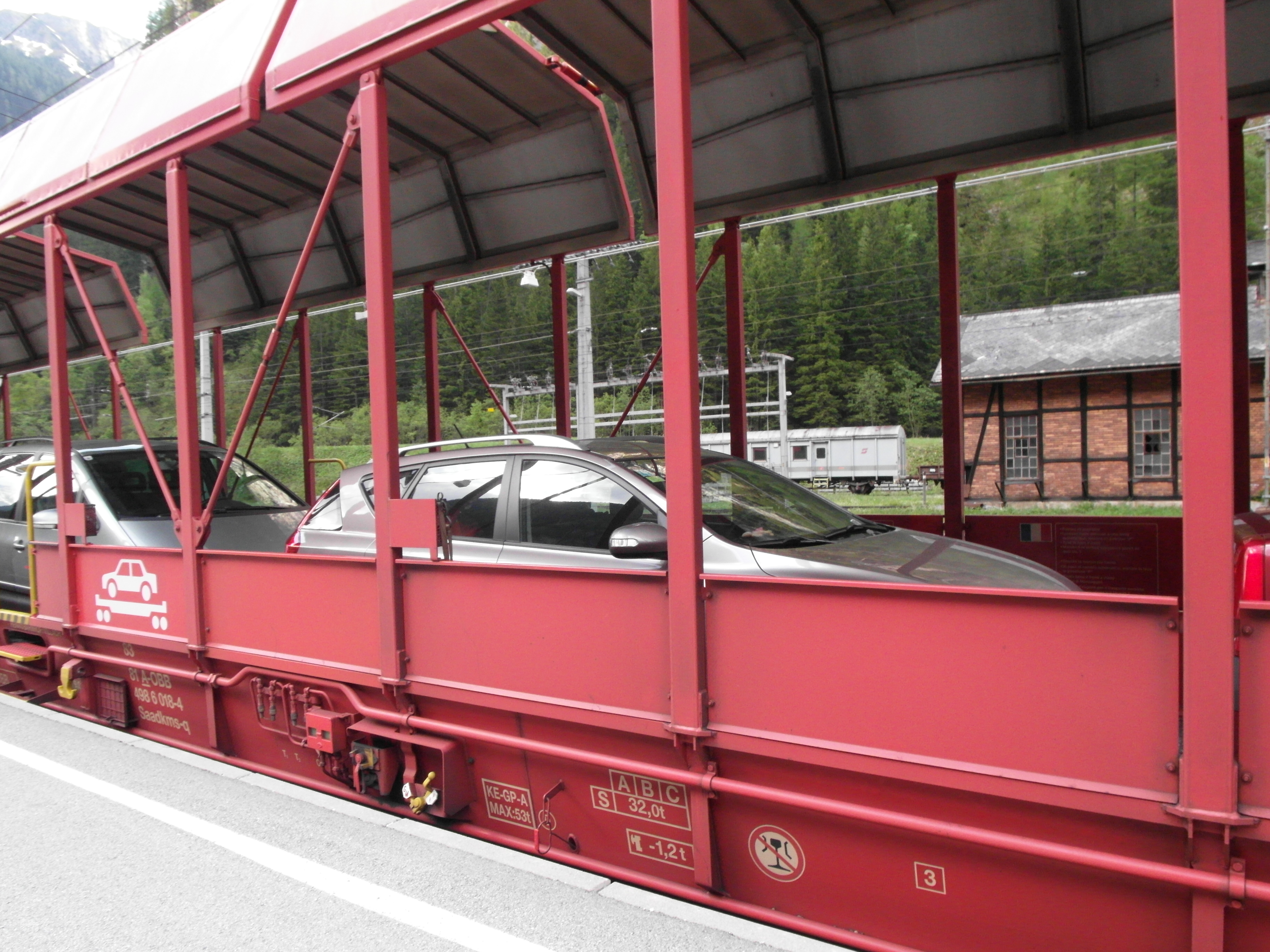
Mit Fahrzeugen beladener Autozug
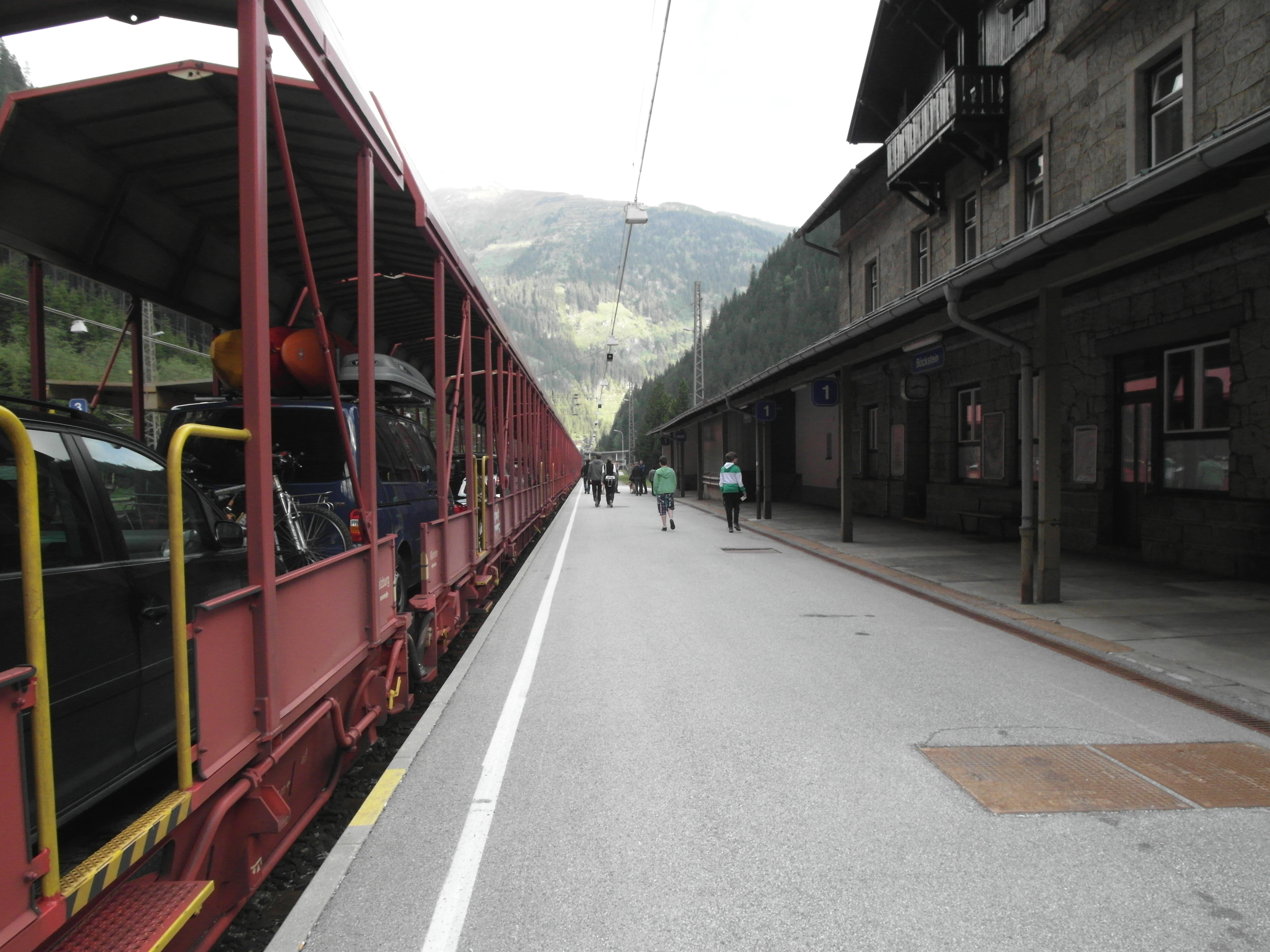
Bahnhof Mallnitz der Tauernschleusse

### Autoverladung in Frankreich und Großbritannien
Durch den Kanaltunnel werden Kraftfahrzeuge in geschlossenen Eisenbahnwagen von Sangatte (Pas-de-Calais, Frankreich) nach Cheriton (Kent, Großbritannien) gefahren.

### Autoverladung in Slowenien
Zwischen Most na Soči (S. Lucia-Tolmein) und Bohinjska Bistrica (Feistritz-Wocheiner See) werden auf der Wocheinerbahn Autos auf offenen Flachwagen hinter Dieselloks transportiert. Zwischen Podbrdo und Bohinjska Bistrica durchfahren diese den 6327 m langen Wocheiner Tunnel.

## Autoverladung per Flugzeug
Von 1948 bis 1970 wurde eine Autoverladung per Flugzeug von Silver City Airways (später British World Airlines) und anderen Airlines auf mehreren Routen von Südengland nach Kontinentaleuropa und den Kanalinseln angeboten, zuerst mit der Bristol 170, dann mit der Aviation Traders ATL-98.